# Addyston (Ohio)
Addyston es una villa ubicada en el condado de Hamilton en el estado estadounidense de Ohio. En el Censo de 2010 tenía una población de 938 habitantes y una densidad poblacional de 398,86 personas por km².

## Geografía
Addyston se encuentra ubicada en las coordenadas 39°8′17″N 84°42′46″O / 39.13806, -84.71278. Según la Oficina del Censo de los Estados Unidos, Addyston tiene una superficie total de 2.35 km², de la cual 2.21 km² corresponden a tierra firme y (6.17%) 0.15 km² es agua.

## Demografía
Según el censo de 2010, había 938 personas residiendo en Addyston. La densidad de población era de 398,86 hab./km². De los 938 habitantes, Addyston estaba compuesto por el 89.66% blancos, el 5.65% eran afroamericanos, el 0.21% eran amerindios, el 0.21% eran asiáticos, el 0% eran isleños del Pacífico, el 0.11% eran de otras razas y el 4.16% pertenecían a dos o más razas. Del total de la población el 1.92% eran hispanos o latinos de cualquier raza.